# Olifantstand
Dentalium elephantinum is een weekdier. Het is een Scaphopoda-soort uit de familie Dentaliidae. De wetenschappelijke naam is gepubliceerd in 1758 door Carl Linnaeus in de tiende editie van Systema naturae.

## Beschrijving
Deze dikke, glanzende schelp met overlangse ribben kan tot 7,5 cm lang worden. De schelp bevat een kenmerkende uitranding aan het smalle uiteinde.

## Verspreiding en leefgebied
Deze soort komt voor in de Grote Oceaan en de Indische Oceaan op verder van de kust liggende zandbodems.